# Нові Маяки
Но́ві Мая́ки — село Старомаяківської сільської громади Березівського району Одеської області в Україні. Населення становить 126 осіб.

## Населення
Згідно з переписом УРСР 1989 року чисельність наявного населення села становила 117 осіб, з яких 51 чоловік та 66 жінок.
За переписом населення України 2001 року в селі мешкало 126 осіб.

### Мова
Розподіл населення за рідною мовою за даними перепису 2001 року:
| Мова       | Відсоток |
| ---------- | -------- |
| українська | 86,51 %  |
| молдовська | 11,90 %  |
| гагаузька  | 0,79 %   |
| російська  | 0,79 %   |